# Maisonnette Bohn
Pour les articles homonymes, voir Bohn.
La maisonnette Bohn est un monument historique situé à Colmar, dans le département français du Haut-Rhin.

## Localisation
L'édifice est situé au 50 Grand-Rue à Colmar, dans une cour intérieure privée.

## Historique
Cette propriété est atypique en raison de sa taille et est enclavée à l'intérieur d'un îlot médiéval (cour intérieure) du centre de Colmar Haut-Rhin.
Elle a été construite en 1614 (date figurant sur une pierre dans la cage d'escalier) et sa surface habitables est de 85,53 m².
La maison fait l'objet d'un classement au titre des monuments historiques depuis le 26 juin 1990.

## Architecture
Son décor sculpté du pan de bois est l'un des plus intéressants de la ville.
Le mur-pignon, dont une volute en marque le sommet, présente des protornês de chiens tenant un anneau dans leur gueule.